# NGC 2451
NGC 2451 (другие обозначения — OCL 716, ESO 311-SC8) — рассеянное скопление в созвездии Корма.
Этот объект входит в число перечисленных в оригинальной редакции «Нового общего каталога».
Скопление на самом деле состоит из двух разных, расположенных на одной прямой: более близкого NGC 2451 A и более далёкого NGC 2451 B. 39 звёзд определены как кандидаты в члены первого скопления, а 49 — в члены другого.